# 套利交易 (电影)
是一部2012年尼古拉斯·杰雷基导演的美国驚悚电影，主演有李察·基爾、蘇珊·莎朗頓、添·羅夫和布里特·马灵。

## 剧情
讲述一位基金巨头试图投机从银行的交易中获利，随着阴谋的失败他自己也陷入无尽的麻烦之中。

## 演員與角色
- 李察·基爾 飾 Robert Miller
- 蘇珊·莎朗頓 飾 Ellen Miller
- 添·羅夫 飾 Det. Bryer
- 布里特·马灵 飾 Brooke Miller
- 利蒂希婭·卡斯塔 飾 Julie Cote
- 內特·帕克 飾 Jimmy Grant
- 斯圖亞特·馬戈林（英语：Stuart Margolin） 飾 Syd Felder
- 克里斯·埃吉曼 飾 Gavin Briar
- 格雷登·卡特（英语：Graydon Carter） 飾 James Mayfield
- 布魯斯·奧爾特曼（英语：Bruce Altman） 飾 Chris Vogler

## 制作
2011年4月在纽约市开拍。

## 评价
媒体综评73分，烂番茄新鲜度84%，获得大多好评。
“本片逆转了希区柯克式的“无辜人被陷害，最终一步步解开谜团平反昭雪”的故事模式，营造出一个“有罪之人最终罪有应得”的故事，反而提升了情节的张力与压迫感”，“成功地打造出在经济大萧条背景下，一个极富时代感且饱含惊悚恐怖元素的影片”，“故事对情感的调动令人欣喜，同时具备无与伦比的娱乐性”。